# Luis Caldera
Luis Gerardo Caldera Morales (San Rafael de El Moján, 17 de febrero de 1979) es un ingeniero químico y político venezolano, miembro del Partido Socialista Unido de Venezuela (PSUV). Desde junio de 2025 se desempeña es el décimo gobernador del Estado Zulia, tras ser electo en las elecciones regionales correspondientes. Previamente fue alcalde del Municipio Mara de 2004 a 2025.

## Biografía
Caldera inició sus pasos en la política como líder comunitario desde su adolescencia en su natal San Rafael de El Moján, capital del Municipio Mara, Estado Zulia. Desde 1993 se desempeñó como dirigente de la asociación de vecinos de la comunidad marense Rosita II, habiendo sido presidente del mismo en 1998. Es egresado en Ingeniería Química por la Universidad del Zulia, también licenciado en Educación mención Química y Magister Scientiarum en Ingeniería Ambiental, además de ser experto en Gestión Pública Local.

## Carrera política
Luis Caldera ha logrando ocupar cargos como presidente de la Asociación de Alcaldes del Zulia por tres periodos consecutivos, miembro de Secretaría ante el Consejo Federal de Gobierno y Vocero de los Alcaldes por los estados Trujillo, Mérida, Táchira, Falcón y Zulia ante ese mismo Organismo Nacional.[fuente independiente requerida]

### Alcalde de Mara
Caldera fue electo por primera vez como alcalde en el 2004 siendo electo 43.86%, siendo reelecto por 4 veces más, en 2008, 2013, 2017 y 2021. Es el único alcalde del Estado Zulia que se ha mantenido en el cargo por más de 4 periodos consecutivos.

### Candidatura a la gobernación del Zulia
Caldera Morales intentó ser el abanderado del PSUV para la gobernación del estado Zulia en 2021, participando en las primarias del partido, quedó en segundo lugar con el 30.87% detrás del entonces gobernador Omar Prieto.[cita requerida] En 2025 su nombre fue postulado para la gobernación, siendo designado mediante consenso por la coalición oficialista del Gran Polo Patriótico Simón Bolívar como su candidato a la Gobernación del Estado Zulia. Tras esto, el PSUV lo postuló como su candidato a la Gobernación del Estado Zulia por segunda vez consecutiva, pero esta vez sin necesidad de una primaria previa, siendo seleccionado directamente como candidato, tras su primer intento fallido en 2021.El 25 de mayo de 2025, tras la contienda electoral, resultó electo como Gobernador del Estado Zulia.

## Gabinete (2025-2029)
| Cargo                                                    | Titular              | Periodo                      |
| -------------------------------------------------------- | -------------------- | ---------------------------- |
| Secretaría general de Gobierno                           | Angela Fernández     | 11 de junio de 2025-presente |
| Secretaría de Administración y Finanzas                  | Alicia Villalobos    | 11 de junio de 2025-presente |
| Secretaría de Infraestructura                            | Rafic Souki          | 11 de junio de 2025-presente |
| Secretaría de Educación                                  | Yamely Suárez        | 11 de junio de 2025-presente |
| Secretaría de Cultura                                    | Giovanny Villalobos  | 11 de junio de 2025-presente |
| Secretaría de Salud                                      | Noly Fernández       | 11 de junio de 2025-presente |
| Secretaría de Educación Superior                         | Enrique Parra        | 11 de junio de 2025-presente |
| Secretaría de Deportes                                   | Fidel Madroñero      | 11 de junio de 2025-presente |
| Secretaría de Desarrollo Social                          | Yuris Agustina Gómez | 11 de junio de 2025-presente |
| Secretaría de Promoción y Prevención Ciudadana           | Silvestre Villalobos | 11 de junio de 2025-presente |
| Secretaría de Ambiente, Tierras y Ordenación Territorial | Freddy Rodríguez     | 11 de junio de 2025-presente |
| Secretaría de Asuntos de Energía Eléctrica               | Rafael Colmenares    | 11 de junio de 2025-presente |
| Secretaría de Gas y Energías Alternativas                | Richard Guanipa      | 11 de junio de 2025-presente |
| Secretaría de Comercio Exterior e Inversión              | Mario Isea           | 11 de junio de 2025-presente |
| Secretaría de Planificación y Estadísticas               | Helímenas Espina     | 11 de junio de 2025-presente |
| Secretaría de Información y Prensa                       | Gisela Chacín        | 11 de junio de 2025-presente |

## Vida personal
Nacido en el seno de una familia humilde, hijo de Luis Caldera, médico, y Mélida Morales, tiene 4 hermanos. Está casado con Roselyn López y es padre de tres hijos: Luisiana, Luisangely y Luis Raúl Caldera López.[cita requerida]